# John Williams (escritor)
John Edward Williams (Clarksville, Texas, 29 de agosto de 1922-Fayetteville, Arkansas, 3 de marzo de 1994) fue un profesor universitario y escritor estadounidense. Es principalmente conocido por sus novelas Stoner y El hijo de César, aunque también cultivó la poesía.

## Biografía
Nació en la pequeña localidad tejana de Clarksville, cerca del río Rojo. Después de desempeñar varios empleos en periódicos y emisoras de radio, Williams se enroló en el ejército en 1942, durante dos años y medio como sargento en la India y Birmania. Varios años después de la Segunda Guerra Mundial fue a la Universidad de Denver, donde obtuvo su título bachelor en 1949, y el master en 1950. Durante este periodo publicó su primera novela, Solo la noche (1948), y su primera colección de poemas, The Broken Landscape (1949). En el otoño de 1950 Williams fue a la Universidad de Misuri, donde ejerció como profesor y obtuvo el doctorado en 1954. En 1955 pasó a dirigir el programa de escritura creativa de la Universidad de Denver.
Su segunda novela fue Butcher's Crossing (1960), a la que siguió English Renaissance Poetry: A Collection of Shorter Poems (1963), una antología de poesía que Williams compiló y prologó. Su segundo libro de poemas, The Necessary Lie, apareció en 1965, año en el que Williams se convirtió en editor de la revista literaria University of Denver Quarterly hasta 1970. También en 1965 se publicó su tercera novela, Stoner, sobre la vida y la vocación de un profesor de literatura, con elementos autobiográficos. La más conocida de sus obras es su cuarta novela, Augustus, traducida al español como El hijo de César, ganadora del National Book Award de ficción en 1973.
Tras jubilarse de la Universidad de Denver en 1986, Williams se trasladó con su mujer a Fayetteville, Arkansas, donde vivió hasta su muerte de un fallo respiratorio el 3 de marzo de 1994. Su quinta novela, «The Sleep Of Reason», quedó inacabada.

## Libros

### Novelas
- 1948: Solo la noche (Nothing But the Night)
- 1960: Butcher's Crossing
- 1965: Stoner
- 1973: El hijo de César (Augustus)

### Poesía
- 1949: The Broken Landscape
- 1965: The Necessary Lie

### Como editor
- 1963: English Renaissance Poetry